# Rosana Simón
Rosana Simón Álamo (* 11. Juli 1989 in Los Llanos de Aridane) ist eine spanische Taekwondoin. Sie startet im Schwergewicht über 73 Kilogramm.
Ihre ersten internationalen Titelkämpfe bestritt Simón im Jahr 2005. In Baku wurde sie Junioreneuropameisterin, zudem nahm sie in Riga erstmals an der Europameisterschaft und in Madrid an der Weltmeisterschaft teil. Im folgenden Jahr gewann sie schließlich bei der Europameisterschaft in Bonn mit Bronze auch ihre erste Medaille im Erwachsenenbereich.
Simón konnte sich für die Olympischen Spiele 2008 in Peking qualifizieren. In der Gewichtsklasse über 67 Kilogramm schied sie jedoch gegen Karolina Kedzierska in ihrem Auftaktkampf aus. Erfolgreich war sie dafür bei der Weltmeisterschaft 2009 in Kopenhagen und der Europameisterschaft 2010 in Sankt Petersburg, wo sie mit Finalsiegen gegen Liu Rui und Anne-Caroline Graffe ihren jeweils ersten WM- und EM-Titel errang. Weitere Medaillen konnte Simón mit Bronze bei der Weltmeisterschaft 2011 in Gyeongju und Silber bei der Europameisterschaft 2012 in Manchester gewinnen. Bei den Mittelmeerspielen 2013 in Mersin gewann sie in der Gewichtsklasse über 67 Kilogramm Bronze.